# Carla Witte

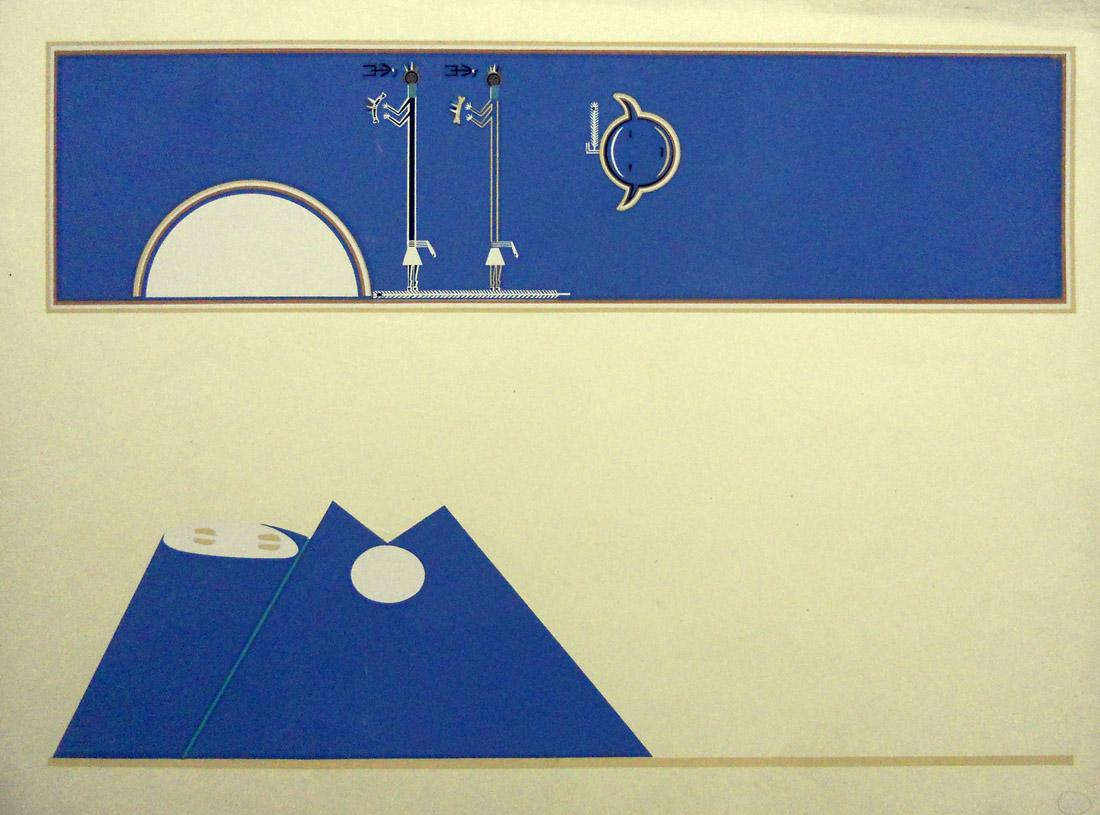
Carla Witte, Sin Titulo

Carla Witte (Leipzig, 20 de mayo de 1889- Montevideo, 8 de mayo de 1943) fue una profesora y artista plástica alemana, nacionalizada uruguaya.

## Vida y trayectoria
Nacida en Leipzig, estudió artes plásticas en Berlín. En 1927, llegó a Montevideo y, en 1932, obtuvo la ciudadanía uruguaya. Según Mariví Ugolino, "(...) Carla Witte comienza su producción artística dentro de este movimiento [el expresionismo](...). Traía consigo el recuerdo de exposiciones que los diferentes grupos habían realizado en las ciudades donde había vivido y quizás participado. Crea al mismo tiempo que ellos y pasa, como todos ellos, por las diferentes etapas del movimiento."
Fue ilustradora de la revista La Pluma, dirigida por Alberto Zum Felde. Para Di Maggio, en el diseño gráfico, Witte tenía claras influencias de la Bauhaus. Retrató a muchos artistas uruguayos contemporáneos como Joaquín Torres García, a quien pintó en el año 1936. Su obra como pintora fue tan importante como su escultura, habiendo trabajado en equipo con Ernst Barlach.
Algunas de sus obras integran el acervo del Museo Nacional de Artes Visuales (MNAV) pero la mayor cantidad de su producción se encuentra en el Museo Agustín Araujo en Treinta y Tres, Uruguay.
Falleció el 8 de mayo de 1943 a los 53 años, su tumba se encuentra en el Cementerio Británico de Montevideo.

### Exposiciones
- 1928, realiza una exposición en su estudio en Montevideo.
- 1936, expone con sus alumnos, en Salón Catelli, Moretti y Maveroff.
- 1938, envió dibujos y escultura al Primer Salón Nacional de Bellas Artes.
- 1939, envió escultura al II Salón Nacional de Bellas Artes
- 1940, envió escultura al III Salón de Bellas Artes
- 1941, envió escultura al IV Salón de Bellas Artes
- 1942, envió escultura al V Salón de Bellas Artes